# Kisam Kute Pasir
Kisam Kute Pasir is een bestuurslaag in het regentschap Aceh Tenggara van de provincie Atjeh, Indonesië. Kisam Kute Pasir telt 323 inwoners (volkstelling 2010).